# Hermitage Plaza
Hermitage Plaza – projekt dwóch wieżowców w Paryżu, we Francji, w dzielnicy La Défense, autorstwa Normana Fostera, które będą wznosić się na wysokość 323 metrów. Budynek będzie posiadał 93 kondygnacje, a jego powierzchnia użytkowa wynosić będzie około 250 000 m².